# Ноний Патерн
Ноний Патерн (лат. Nonius Paternus) — римский государственный деятель второй половины III века.

## Биография
Сведений о Нонии Патерне практически не сохранилось. Известно, что он занимал должность ординарного консула в 279 году вместе с императором Пробом, причем его консульство указано как второе. Дата его первого консульства не известна — возможно, Нония Патерна следует идентифицировать с Патерном, консулом 267 года или с Патерном, консулом 269 года. Другой возможный вариант — что первый раз он был консулом-суффектом.